# اسم إيران

خريطة غرب آسيا في عام 1872، مع إيران/بلاد فارس (التي يحكمها سلالة القاجار) مظللة باللون الوردي.

ظل اسم فارس  الاسم الشائع تاريخياً لدولة إيران في العالم والعالم الغربي. حتى عام 1935 وتحديداً في عيد النوروز، حيث طلب رضا شاه بهلوي من المندوبين الأجانب استخدام اسم إيران كاسم رسمي في المراسلات الرسمية. منذ ذلك الحين فإن استخدام اسم «إيران» أصبح أكثر شيوعًا في العالم الغربي والعالم اجمالاً. هذا التغيير شمل الاسم الوصفي لمواطني إيران حيث تغير من اسم «فارسي» إلى «إيراني». أعلنت حكومة محمد رضا شاه بهلوي (ابن رضا شاه بهلوي)  عام 1959 أنه يمكن استخدام كلاً من الكلمتين «فارس» و «إيران» بشكل رسمي بالتبادل. إلا أن الموضوع لا يزال قيد المناقشة اليوم.

## أصل كلمة «إيران»
في الفارسية الحديثة كلمة Īrān (ایران) مستمدة مباشرة من اللغة البهلوية Ērān (بالخط البهلوي: ʼyrʼn)، التي عُرفت بشكل أولي من نقش يرافق النحت على نصب الملك الساساني الأول  أردشير الأول في الموقع الأثري نقش رستم. في هذا النقش، كُتب اسم الملك بالبهلوية: ardašīr šāhān šāh ērān بينما في نقش اللغة الفرثية (لغة  فرثيا) الذي يصاحب نقش اللغة البلهوية كُتب اسم الملك:ardašīr šāhān šāh aryān (بهلوي: ...ʼryʼn) كلها تعني ملك ملوك الإيرانيين.[بحاجة لمصدر]
أدوات الالحاق الوصفي ēr- و ary- في ērān و aryān مشتقة من اللغات الايرانية القديمة *arya- (الفارسية القديمة airya-, الأفستية airiia- ، الخ)، التي تعني «Aryan: آريان»، والتي بشكل ما تعني «للإيرانيين». هذا المصطلح مُثبت كإشارة عرقية في النقوش الأخمينية وكتاب أبستاق الزرادشتي،  ويبدو من «المرجح جداً» أن نقش أردشيرērān; لا يزال يحتفظ بهذا المعنى، وصفاً للناس بدلا من الإمبراطورية.
على الرغم من ان الاستخدام النقشي لكلمةērān ; تشير إلى الشعوب الإيرانية، إلا أن الكلمة ērān  تستسخدم أيضاً للإشارة إلى الإمبراطورية نفسها (وتستخدم الكلمة النقيض anērān للإشارة إلى المناطق الرومانية) حيث أُوكد ذلك في بدايات فترة الحكم الساسانية. ظهرت كلاً من الكلمتين ērān و anērān في القرن الثالث في نصوص مانية. وعلى مخطوطة لإبن أردشير وخليفته شابور الأول «على ما يبدو تشمل في مناطق Ērān مثل أرمينيا والقوقاز التي لم تكن مأهولة في الغالب من قبل الإيرانيين».;وظهرت أيضاً في مخطوطات كارتير (كُتبت بعد ثلاثين عاما من مخطوطة شابور الأول)، حيث ضم الكاهن الأكبر المناطق نفسها  (جنبا إلى جنب مع جورجيا وألبانيا وسوريا والبنطس) في قائمته لمناطق الكلمة النقيض Anērān. ذُكرت Ērān أيضا في أسماء المدن التي أسسها الحُكام الساسانيون، على سبيل المثال في Ērān-xwarrah-šābuhr التي تعني «فخر Ērān (الخاصة بـ) شابور». كما ظهرت في ألقاب الموظفين الحكوميين، مثل في Ērān-āmārgar  وتعني «المحاسب العام في Ērān» أو Ērān-dibirbed  وتعني «رئيس التدوين في Ērān».

## أصل كلمة «فارس»

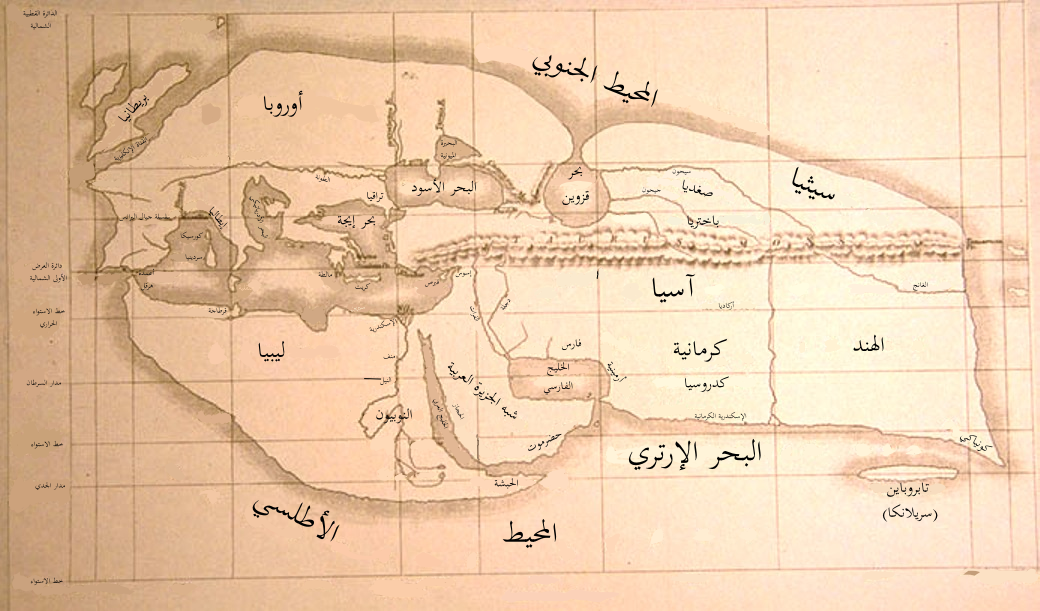
ترمير حديث لخارطة العالم القديم بواسطةإراتوستينس من 200 قبل الميلاد، حيث استخدم أسماء Ariana وفارس

بدأ الإغريق في استخدام كلمات وصفية (مثل Pérsēs ;و Persikḗ و Persís) في القرن الخامس قبل الميلاد للإشارة إلى إمبراطورية كورش الكبير. هذه الكلمات مأخوذة من كلمة Pārsa في اللغة الفارسية القديمة – التي تشير إلى الشعب الأخميني الذي أتي منه كورش الكبير وأول شعب حكم (قبل غزو وضم الممالك الإيرانية الأخرى). وهكذا فإن مصطلح فارس هو اسم أُطلق خارجياً ولم يقم الإيرانيين أبدا تاريخياً بالإشارة لإيران بهذة التسمية الأجنبية. قبيلة فارس (أو بارس: Pars) منحت اسمها للمنطقة التي عاشت فيها (تسمى المنطقة في العصر الحديث باسم فارس) حيث كانت المنطقة في العصور القديمة أصغر من المنطقة الحالية. اسم الإمبراطورية بأكملها في اللاتينية هو Persia(فارس)، في حين أن الإيرانيينعرفوها على أنها إيران أو إيران شهر.[بحاجة لمصدر]
في أجزاء حديثة من الكتاب المقدس  ذكرت هذه المملكة بشكل متكرر (في سفر استير وسفر دانيال و سفر عزرا وسفر نحميا) باسم Paras، وفي بعض الأحيان Paras u Madai (פרס ומדי)، أي "فارس وميديون".بالنسبة للعرب، فهم أيضاً قاموا بالمثل حيث أطلقوا على إيران والإمبراطورية (الساسانية) الفارسية اسم «فارس» حيث يعتبر الاسم ذو شعبية في الأدب الإسلامي.

## اسمين في الغرب
في منتصف 1930 اتجه حاكم البلاد رضا شاه بهلوي نحو إعطاء اسم «إيران» الطابع الرسمي بدلاً من «فارس» في أغلب شؤون البلاد. حيث أشير لهذه الخطوة في مجلس العموم البريطاني من قبل وزير الدولة للشؤون الخارجية للمملكة المتحدة على النحو التالي:
أصبح مرسوم قرار رضا شاه بهلوي لتغيير الأسماء حيز النفاذ في 21 مارس 1935. ولتجنب الخلط بين البلدين الجارين إيران والعراق، اللاتي شاركن على حد سواء في الحرب العالمية الثانية وتم إحتلالهما من قبل الحلفاء، قام ونستون تشرشل بطلب من الحكومة الإيرانية خلال مؤتمر طهران أن يتم السماح بالاسم القديم والواضح «فارس لأن يتم إستخدامه بواسطة الأمم المتحدة (أي الحلفاء) طوال مدة الحرب المشتركة». وزارة الخارجية الإيرانية قامت آنذاك بالموافقة على الطلب فوراً. بينما أستمرالجانب الأمريكي باستخدام اسم إيران حيث لم يكن لديها في ذلك الوقت أي تدخل في العراق وبالتالي لم يكن لديها مشكلة بالخلط واللبس بالاسمين.
في صيف 1959، في أعقاب مخاوف من أن الاسم الأصلي بوصف أحد السياسيين «قد حوّل المعروف لمجهول»، وبالتالي فقد تم تشكيل لجنة برئاسة الباحث المعروف إحسان يارشاتر للنظر في هذه المسألة مرة أخرى. وقامت اللجنة بالتوصية بعكس قرار 1935 ووافق محمد رضا شاه على هذا الأمر. ومع ذلك، فإن تنفيذ الاقتراح كان ضعيفا حيث سمح ببساطة باستخدام كلاً من الأسمين فارس و إيران  بالتبادل.
في الوقت الحاضر كل من المصطلحات شائعة، فالأسم فارس غالباً يستخدم في السياق التاريخي والثقافي، أما «إيران» في الغالب في السياقا السياسي.
في السنوات الأخيرة معظم المعارض الفارسية المتخصصة بالتاريخ والثقافة والفن في العالم تستخدم اسم فارس (على سبيل المثال: «الامبراطورية المنسية: بلاد فارس القديمة» في المتحف البريطاني، «7000 سنة من الفن الفارسي» في فيينا وبرلين، «فارس، ثلاثين قرنا من الثقافة والفن» في أمستردام).
في عام 2006، نشرت أكبر مجموعة من الخرائط التاريخية لإيران، بعنوان الخرائط التاريخية من لبلاد فارس, في هولندا.

## الجدال الحديث
في الثمانينيات (1980) قام الباحث إحسان يارشاتر (محرر الموسوعة الإيرانية) بنشر مقالات في هذا الشأن (في اللغة الإنجليزية والفارسية) في مجلةRahavard الربع سنوية، ومجلة;فارس الشهرية، مجلة الدراسات الإيرانية ، إلخ. ثم تبعه بضع باحثين إيرانيين مثل البروفسور كاظم ابهاري، وجلال ماتيني بمناقشة المسألة من بعدة. منذ ذلك الحين، العديد من المجلات والمواقع الإلكترونية نشرت مقالات لأولئك الذين يتفقون أو يعارضون استخدام مصطلح فارس وفارسي باللغة الإنجليزية..
هذا هو الحال في كثير من البلدان التي يكون أسمها المحلي مختلف عن أسمها الخارجي المعروف للعالم، ولكن معضلة الفرس والإيرانيين مثيرة للجدل.
النقاط الرئيسية للجدل القائم:
- فارس هو الاسم الغربي للبلاد، والإيرانيين كانوا يسمون بلدهم إيران لأكثر من ألف عام.
- فارس تعصف وتجلب للذهن الإرث الثقافي والحضاري للبلاد.
- فارس واسم منطقة إيران (فارس) من نفس الجذر، وقد يسبب اللبس والخلط.
- الاسم الأجنبي فارس مشتق من بارس/فارس (Pars) ولكن المعنى تحول ليعني البلد بأكمله.
- في اللغات الغربية، جميع الجوانب الثقافية المشهورة من إيران تعرف بأنها أمر فارسي (مثل السجاد الفارسي، القط الفارسي، السنة الفارسية الجديدة، اللغة الفارسية، المأكولات الفارسية، الأدب الفارسي، البطيخ الفارسي، الإمبراطورية الفارسية، إلخ.)

هناك العديد من الإيرانيين في الغرب الذين يفضلون اسم فارس ووصف فارسي كأسم للبلد ووصف للمواطن في اللغة الإنجليزية، على غرار استخدام "La Perse/persan" (فارس، فارسي) في الفرنسية. وفقا لهومان مجد: شعبية مصطلح فارس بين المشتتين (المهاجرين) الفارسيين ينبع من حقيقة أن "فارس" يدل على ماض مجيد يريدون أن يعرفوا به، بينما اسم 'إيران منذ ثورة 1979... لايقول للعالم شيء غير الأصولية الإسلامية." 

## وصلات خارجية
- منشور لخرائط عامة من بلاد فارس (إيران) في هولندا